# Montorso Vicentino
Montorso Vicentino – miejscowość i gmina we Włoszech, w regionie Wenecja Euganejska, w prowincji Vicenza.
Według danych na rok 2004 gminę zamieszkiwało 2847 osób, 316,3 os./km².